# Богораз-Тан Володимир Германович
Володимир Германович Богораз-Тан (*15 (27) квітня 1865, Овруч — †10 травня 1936, Ростовська область) — російський і радянський етнограф, лінгвіст, письменник і революціонер.Єврей за походженням. Справжнє ім'я та прізвище – Натан Менделевич.

## Життєпис
Народився в Овручі Волинської губернії в родині рабина. Наукову діяльність почав у 1890-х роках на Колимі, куди був висланий за належність до партії «Народна воля». Відомий як автор монографії (4 томи) про матеріальну культуру, побут, мову і фольклор чукчів.
Після 1918 Богораз-Тан — професор Петербурзького університету, директор Музею історії релігії АН СРСР. Богораз-Тан — один з ініціаторів створення писемності народів Півночі і автор перших підручників, словників та граматики чукотської мови.
Під псевдонімом Тан писав вірші, оповідання, романи («Жертви дракона», «Спілка молодих», «Воскресле плем'я» тощо).

### Художні твори
1. Стихотворения, изд. С. Дороватовского и А. Чарушникова, СПБ, 1900; изд. Н. Глаголева, СПБ, [1906]; изд. «Просвещение», СПБ, 1910;
2. Собрание сочинений, изд. «Просвещение», тт. I–XII, СПБ, 1910–1911;
3. Собрание сочинений, изд. «Земля и фабрика», тт. I–IV, М. — Л., 1928–1929;
4. Союз молодых (Роман из северной жизни), Гиз, М. — Л., 1928; изд. ЗиФ, М. — Л., 1930;
5. Северная охота, изд. «Молодая гвардия», М., 1931;
6. Колымские рассказы, ГИХЛ, М. — Л., 1931;
7. USA (Люди и нравы Америки), изд. «Федерация», М., 1932;
8. Воскресшее племя. Роман, Гослитиздат, М., 1935 .

### Наукові праці
1. Труды по языку и фольклору: Образцы материалов по изучению чукотского языка и фольклора, «Известия Акад. наук», т. 10, № 3, СПБ, 1899;
2. Материалы по изучению чукотского языка и фольклора, изд. Акад. наук, СПБ, 1900;
3. Областной словарь колымского русского наречия, изд. Акад. наук, СПБ, 1901;
4. Материалы для изучения языка азиатских эскимосов, «Живая старина», кн. 70/71, Пб., 1909;
5. Материалы по ламутскому языку, в кн.: Тунгусский сборник, I, изд. Акад. наук СССР, Л., 1931;
6. Распространение культуры на земле. Основы этногеографии [Архівовано 5 березня 2016 у Wayback Machine.], Государственное издательство, М.-Л., 1928;
7. Чукчи. Авторизованный перевод с английского. Часть I . Л., 1934 (XXX+192 стр.);
8. Луораветланско-русский (чукотско-русский) словарь, Государст. учебно-педагогич. изд-во, М. — Л., 1937;
9. Чукчи. Религия. Авторизованный перевод с английского. Часть II . Л. 1939 (XI + 195 стр., 4 табл.);
10. Publications of the Jesup North Pacific Expedition, Leiden — N. Y., 1904, 1910;
11. The Chukchee, vol. 7; Chukchee Mythology, vol. 8, part I; Chukchee — Handbook of American Indian Languages, p. 2, Washington, 1922 (Bull. 40 of American Ethnology, Smithsonian Institute);
12. The Eskimo of Siberia (тексты с переводом); Publications of the Jesup North Pacific Expedition, vol. 8, part 3, Leiden — N. Y., 1913
13. Koryak texts. Bogoras, Waldemar (American Ethnological Society Series Ed. Boas, Franz) Leyden : E. J. Brill; New York, G. E. Stechert, 1917.